# Уайт Зомби
„Уайт Зомби“ (на английски: White Zombie) е хевиметъл Музикална група, базирана в Ню Йорк, Съединените американски щати.
Създадена през 1985 г. като нойз рок група, по-късно се ориентира към хевиметъла. Текстовете на песните ѝ са силно повлияни от филмите на ужасите. Групата официално се разпада през 1998 г.